# Birch Tree
Birch Tree è un comune degli Stati Uniti d'America, situato nello Stato del Missouri, nella contea di Shannon.